# كباريه الحياة (فلم)
كباريه الحياة هو فيلم مصري عرض عام 1977، بطولة فريد شوقي ومها صبري ومحمود المليجي، ومن إخراج محمود فريد.

## قصة الفيلم
أحمد سائق تاكسي، يوصل ياسمين التي تعمل في ملهى ليلي، وأثناء مراجعة سيارته يجد حقيبة يد ياسمين التي نستها فيعيدها لها، فتشكر له أمانته، في الوقت الذي يطارد مختار فيه ياسمين حتى تستجيب له خوفًا من أن يطردها صاحب الملهى، يهرب حازم ابن ياسمين من والدته. ويعيده أحمد إلى والدته، فتتوطد علاقة أحمد بياسمين.

## طاقم التمثيل
- فريد شوقي: (أحمد)
- مها صبري: (ياسمين)
- محمود المليجي: (مختار)
- رجاء عبده: (سهير)
- محمد السبع: (إبراهيم)
- روحية خالد
- وحيد سيف
- محمد شوقي: (كمال)
- حسين الشربيني: (وكيل النيابة)
- إبراهيم عبد الرازق
- إحسان شريف
- حافظ أمين
- حلمي عبد الوهاب
- أمل إبراهيم
- هياتم: (الراقصة)
- أحمد سلامة: (الطفل عزت)
- دينا عبد الله: (طفلة)
- مدحت جمال: (طفل)
- عصام العشري: (طفل)
- هشام العشري: (طفل)
- ميرفت كاظم
- وسيلة حسين
- قدرية كامل
- أحمد مرسي
- عفاف وجدي
- جمال شبل
- فتحية علي
- نوال هاشم
- عبد العظيم شعلان
- مختار السيد
- حسن مصطفى علي
- أحمد فؤاد زكي
- محمد أبو حشيش
- عبد المنعم عبد الرحمن
- عصمت أبو السعود
- حسن أنيس
- سمير عزيز

## فريق العمل
- إخراج: محمود فريد
- قصة: فريد شوقي
- سيناريو وحوار: فريد شوقي، كمال إسماعيل
- مدير التصوير: وحيد فريد
- مونتاج: فكري رستم
- موسيقى تصويرية: فؤاد الظاهري
- إنتاج: نيوستار فيلم (فريد شوقي)
- توزيع: وكالة الجاعوني